# Кампания
 Тази статия е за италианския регион.  За града в Южна Италия вижте Кампаня (град).  
Кампания (на италиански: Campania) е административен регион в Южна Италия. Населението е 5 826 860 души (по приблизителна оценка от декември 2017 г.) и площ от 13595 km2, отвеждайки го на първо място по гъстота район в страната. Разположена в южната част на Апенинския полуостров, граничеща с Тиренско море на запад, малък архипелаг флегрийски острови (Прочида, Иския, Вивара и Нисида) и остров Капри, също административна част от района.
През по-голямата част от историята Кампания е бил важен център на Западната цивилизация. Колонизирана е от древногръцки заселници през VIII век пр.н.е., част от Магна Греция преди да се засили доминирането на Римската република. По време на Римската епоха районът е бил силно уважаван като културно място за императори, където гръцко-римската култури са били в хармония. През Средновековието районът е имал много херцогства и княжества в ръцете на Византийската империя и Ломбардите. Особено по времето на този период испанската, френска и арогонската култури докосват Кампания.
Под управлението на норманите тази по-малка независима държава се обединява в голямо Европейско кралство, известно като Кралство Сицилия, преди територията да се раздели от Неаполитанското кралство. На по-късен етап в историята районът става централна част на Кралството на двете Сицилии под управлението на династията на Бурбоните, докато през 1860 г. се обединява с останалата територия на Апенините, ставайки част от Италия.